# اریک استورگس
اریک استورگس (انگلیسی: Eric Sturgess؛ زاده ۱۰ مهٔ ۱۹۲۰ درگذشته ۱۴ ژانویهٔ ۲۰۰۴) یک تنیس‌باز اهل آفریقای جنوبی بود.